# Albină lucrătoare ouătoare

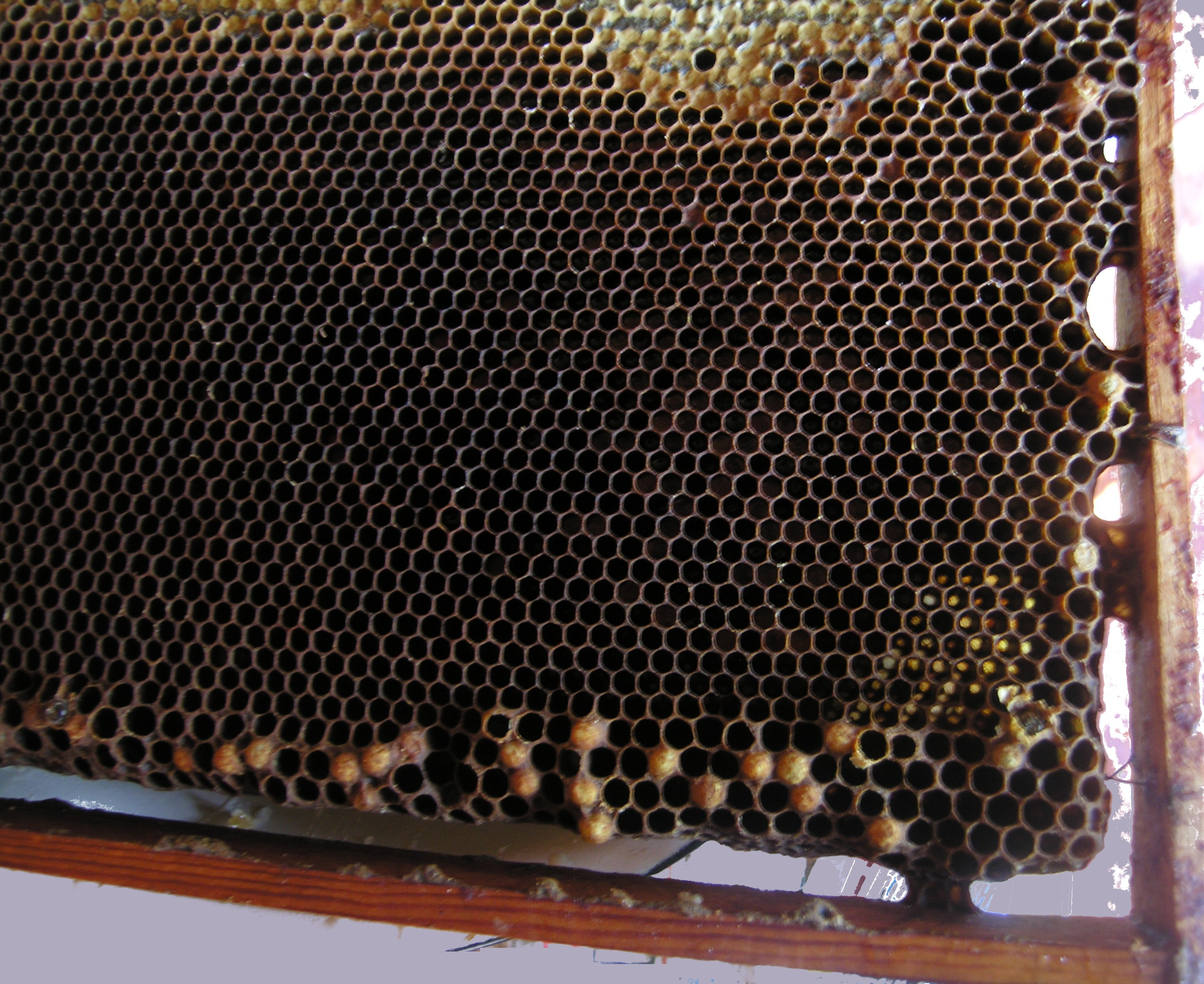
Fagure de albine muncitoare ouatoare. Vedeți modelul larg și puietul de trântori în celulele lucrătorilor (capsele proeminente). Acest fagure este luat din familia muribundă fără regină.

O albină lucrătoare ouătoare este o albină lucrătoare care depune ouă nefertilizate, de obicei în absența unei regine. Doar trântorii se dezvoltă din ouă de albine lucrătoare ouătoare (cu unele excepții, vezi thelytoky). Un stup nu poate supraviețui doar cu o albină lucrătoare ouătoare.

## Prevalență
Chiar și într-un stup normal, aproximativ 1% dintre lucrători au ovare suficient de dezvoltate pentru a depune ouă. Cu toate acestea, numărul obișnuit de ouă depuse este foarte mic. Doar opt ouă (șapte moderat și unul complet dezvoltat) au fost găsite după examinarea a 10.634 de albine lucrătoare(colonia puternică conține aproximativ 100.000). Muncitoarele depun în cele din urmă un număr semnificativ de ouă numai în colonii fără matcă.

## Dezvoltare
Muncitoarele ouătoare se dezvoltă în absența puietului deschis, așa cum este produs de o matcă adultă sănătoasă. În mod normal, feromonii din puiet – cunoscuți sub denumirea de feromonii de recunoaștere a puietului – împiedică dezvoltarea ovarelor lucrătoarelor. Muncitoarele ouătoare se pot dezvolta după ce regina coloniei a fost pierdută din cauza roirii, sau în prezența unei regine eșuate care nu a fost încă înlocuită. Procesul de dezvoltare a unei lucrătoare ouătoare durează de obicei săptămâni după pierderea mătcii inițiale. La lucrătoarele adulte ouătoare există un compromis anatomic (și fiziologic) între dimensiunile ovarelor lor mai dezvoltate și glandele lor alimentare mai puțin dezvoltate.

## Identificare
Toate metodele de identificare a unei albine ouătoare implică o inspecție, în care apicultorul examinează tiparul și tipul puietului pentru a identifica dacă este prezentă o matcă sănătoasă sau o potențială lucrătoare ouătoare. Apicultorul caută semne de diagnostic, inclusiv:
- Model de puiet

Lucrătorii care depun ouă care nu au feromonul de recunoaștere a ouălor de matcă, ceea ce înseamnă că alte lucrătoare pot îndepărta ouăle. Acest lucru are ca rezultat un model de puiet pete, în care celulele goale sunt împrăștiate puternic prin puiet acoperit.
- Numărul de ouă pe celulă

Apicultorul se uită la celulele fagurlor pentru a vedea câte ouă sunt depuse în fiecare. Albinele regine vor depune, de obicei, doar un singur ou într-o celulă, dar lucrătorii care ouă vor depune mai multe ouă întro celulă. Mai multe ouă pe celulă nu sunt un semn absolut al unei lucrătoare ouătoare, deoarece atunci când o matcă nouă se împerecheată începe să depună, ea poate depune mai mult de un ou pe celulă.
- Poziția oului

Poziția oului în celulă este un bun indicator al unei lucrătoare care ouă. Abdomenul unei mătci este vizibil mai lung decât al unei lucrătoare, permițându-i unei mătci să depună un ou în partea de jos a celulei. O regină albină va depune de obicei un ou centrat în celulă. Lucrătorii nu pot ajunge la fundul celulelor cu adâncime normală și vor depune ouă pe părțile laterale ale celulei sau în afara centrului.
- Puiet de trântori în celulele lucrătoare

Un alt indicator bun este puietul de trântori în celulele de mărimea unui lucrător. Trântorii sunt crescuți în celule mai mari decât ale muncitorilor. Celulele trântorilor sunt recunoscute după dimensiunea lor mai mare; iar atunci când sunt acoperite, celulele trântorilor sunt acoperite cu capace ascuțite. Trântorii din celulele lucrătoarelor sunt un semn sigur al unei mătci eșuate sau al unei lucrătoare ouătoare.